# دانشگاه آزاد اسلامی واحد اصفهان
دانشگاه آزاد اسلامی واحد اصفهان (خوراسگان) که در سمت شرقی شهر اصفهان در منطقه ۱۵ (خوراسگان) واقع شده‌است، روز سوم آبان ماه ۱۳۶۶ به تصویب هیئت امنای دانشگاه آزاد اسلامی رسید. این واحد دانشگاهی از دوم بهمن ماه همان سال با پذیرش ۵۱۰ دانشجو در چهار رشته تحصیلی آغاز به کار کرد و در حال حاضر به عنوان یکی از واحدهای جامع دانشگاه آزاد اسلامی. با حدود ۱۹۱۰۰ نفر دانشجو در مقاطع دکتری تخصصی، دکتری حرفه‌ای، کارشناسی ارشد و کارشناسی فعالیت علمی پژوهشی خود را با بیش از ۳۸۶ نفر عضو هیئت علمی تمام وقت و ۳۰ نفر نیمه وقت و ۷۰۰ نفر عضو حق‌التدریس در ۱۹۶ رشته و گرایش آموزشی ادامه می‌دهد و تاکنون بیش از ۷۵۰۰۰ دانش‌آموخته از این دانشگاه فارغ‌التحصیل گردیده‌اند.
احمد علی فروغی ابری که از سال ۶۶ و با تأسیس دانشگاه آزاد اسلامی واحد اصفهان به عنوان رئیس این دانشگاه منصوب شده بود آخر خرداد ماه سال ۱۳۹۵ از ریاست این دانشگاه کناره‌گیری کرد.
در تیر ماه ۱۳۹۵ حمید میرزاده، رئیس دانشگاه آزاد اسلامی در حکمی سید محمد امیری محمدآبادی را به عنوان سرپرست دانشگاه آزاد استان اصفهان و واحد اصفهان منصوب کرد و در دی ماه ۱۳۹۵ در نهمین جلسه پایش و هماهنگی امور استان‌ها از سوی حمید میرزاده رئیس دانشگاه آزاد اسلامی، حکم رئیس دانشگاه آزاد اسلامی استان اصفهان و رئیس واحد اصفهان به سید محمد امیری ابلاغ شد.
در تاریخ شانزدهم شهریور ماه ۱۳۹۶ با حضور علی اکبر ولایتی رئیس هیئت امنای این دانشگاه و فرهاد رهبر رئیس دانشگاه آزاد اسلامی، احمد آذین به عنوان رئیس جدید دانشگاه آزاد اسلامی واحد اصفهان (خوراسگان) معرفی و از خدمات سید محمد امیری تقدیر شد.
در تاریخ ۱۷ مرداد ماه سال ۱۳۹۸ طی حکمی از طرف محمدمهدی طهرانچی رئیس دانشگاه آزاد اسلامی، حمیدرضا جوانمرد سرپرستی موقت دانشگاه واحد اصفهان و دانشگاه‌های آزاد استان اصفهان را به عهده گرفت.
در تاریخ ۲۳ شهریور ۱۳۹۸ محمدمهدی طهرانچی رئیس دانشگاه آزاد اسلامی با صدور حکمی، پیام نجفی را به سمت سرپرست دانشگاه آزاد اسلامی استان اصفهان و واحد اصفهان منصوب کرد.

## دانشکده‌ها

### دانشکدهعلوم تربیتیوروانشناسی
دانشکده علوم تربیتی و روانشناسی یکی از پرسابقه‌ترین دانشکده‌های این دانشگاه می‌باشد  که اینک در سه مقطع تحصیلی کارشناسی، کارشناسی ارشد و دکتری تخصصی در ۱۸ رشته مختلف با حدود ۳۰۰۰ دانشجو در حال فعالیت می‌باشد.

از ویژگی‌های این دانشکده چاپ و انتشار بیش از ۹۰ عنوان کتاب تألیف شده و ۱۳۰ مقاله شده چاپ به وسیلهٔ اعضای هیئت علمی آن است. همچنین بیش از پانزده طرح پژوهشی انجام گرفته به وسیلهٔ اساتید این دانشکده صورت گرفته‌است.

این دانشکده دارای آزمایشگاه روانشناسی، مرکز مشاوره دانشجویان و دو مجله علمی به نام‌های دانش و پژوهش در علوم تربیتی (برنامه‌ریزی درسی) و دانش وپژوهش در روانشناسی می‌باشد که هر دو مجله به تصویب کمسیون بررسی و تأیید نشریات علمی رسیده و امتیاز علمی پژوهشی دریافت نموده‌است.

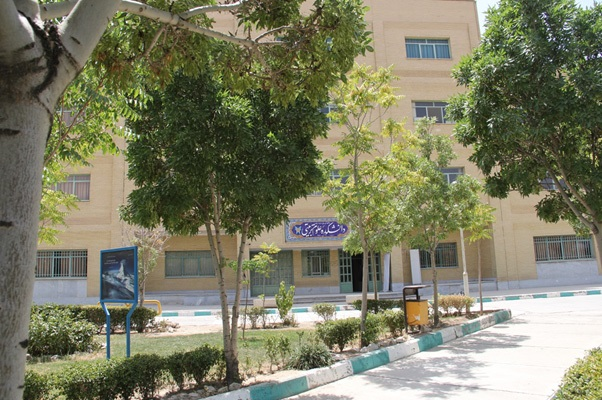
ورودی دانشکده علوم تربیتی و روانشناسی

### دانشکدهمهندسی کشاورزیومنابع طبیعی
دانشکده کشاورزی و منابع طبیعی دانشگاه آزاد اصفهان (خوراسگان) در سال ۱۳۶۶ با دو رشته زراعت و اصلاح نباتات و علوم دامی در مقطع کارشناسی شروع به فعالیت نمود و هم‌اکنون داری ۹ رشته در مقطع کارشناسی (مهندسی آب، علوم باغبانی، علوم دامی، علوم خاک، فضای سبز، گیاه پزشکی، صنایع غذایی، محیط زیست، زراعت و اصلاح نباتات) و ۸ رشته در مقطع کارشناسی ارشد شامل علوم باغبانی (۶گرایش بیوتکنولوژی –فیزیولوژی و اصلاح درختان میوه، گل و گیاهان زینتی، گیاه دارویی و ادویه‌ای و عطری، فیزیولوژی پس از برداشت محصولات باغی، فیزیولوژی و اصلاح سبزی) حشره‌شناسی، خاک‌شناسی (دو گرایش پیدایش و رده‌بندی خاک، شیمی و حاصلخیزی) زراعت، اصلاح نباتات، علوم دامی (گرایش تغذیه، اصلاح نژاد، فیزیولوژی) صنایع غذایی، محیط زیست (آموزش محیط زیست و شیمی محیط زیست) و در مقطع دکتری خاک‌شناسی (حشره‌شناسی، زراعت، اصلاح نباتات و علوم دامی) می‌باشد این دانشکده دارای ۶۰ عضو هیئت علمی تمام وقت می‌باشد.

#### فضاهای جانبی دانشکده
- مزرعه شماره ۱

این مزرعه شامل فضاهای مرغداری با ظرفیت ۵۰۰ قطعه جوجه، گوسفند داری با ظرفیت ۲۰۰ راس، گاوداری با ظرفیت ۱۰۰ راس، زنبورداری، سوله ماشین‌های کشاورزی و ایستگاه هواشناسی اتوماتیک است.
- مزرعه شماره ۲

در این سایت آموزشی انواع درختان میوه دانه دار و هسته دار کشت گردیده و پایه گیاهان دارویی در سال ۱۳۸۴ کشت شده‌است.

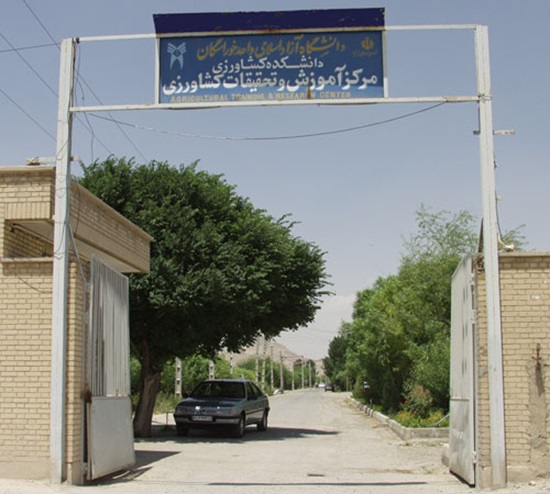
ورودی مزرعه شماره ۱ دانشگاه

### دانشکدهپرستاریومامایی
دانشکده پرستاری و مامایی دانشگاه آزاد اسلامی واحد خوراسگان (اصفهان) به منظور تربیت قسمتی از کادر بهداشتی درمانی مورد نیاز کشور از سال ۱۳۷۱ در مقطع کارشناسی پرستاری و از سال ۱۳۷۲ در مقطع کاردانی رشته مامایی پس از تصویب شورای گسترش دانشگاه‌های وزارت بهداشت، درمان و آموزش پزشکی به پذیرش دانشجو اقدام نمود.

دانشکده پرستاری و مامایی در سال ۸۱ نیز از طرف هیئت اعزامی شورای گسترش دانشگاه‌های وزارت بهداشت، درمان و آموزش پزشکی مورد ارزیابی مجدد قرار گرفت و صلاحیت آن برای تربیت دانشجو مجدداً به تأیید رسید. تأسیس این دانشکده طبق مجوز شماره ۱۰۶۸۵۲/۶۷ دفتر تشکیلات و روش‌های سازمان مرکزی دانشگاه آزاد اسلامی در تاریخ ۸/۵/۸۵ مورد تصویب نهایی قرار گرفت و در مهر ماه سال ۱۳۸۷ مجوز پذیرش دانشجو در مقطع کارشناسی ارشد آموزش پرستاری در کلیه گرایش‌ها توسط شورای کسترش وزارت بهداشت، درمان و آموزش پزشکی صادر گردید.

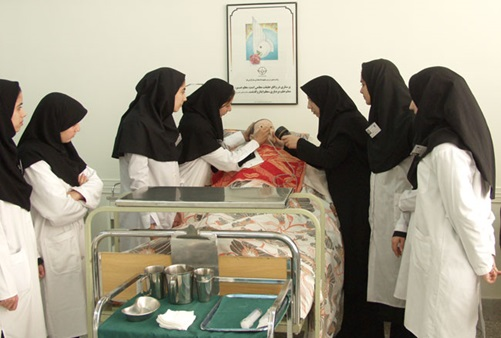
نمایی از فعالیت دانشجویان در دانشکده پرستاری و مامایی

### دانشکدهعلوم انسانیوحقوق
دانشکده علوم انسانی و حقوق یکی از پرسابقه‌ترین و پرجمعیت‌ترین دانشکده‌های دانشگاه آزاد اسلامی اصفهان (خوراسگان) است که در حال حاضر با استفاده از بیش از ۱۵۰ نفر از استادان کشور و در اختیار داشتن بیش از ۴۰۰۰ نفر دانشجو در مقاطع تحصیلی دکتری تخصصی، کارشناسی ارشد و کارشناسی (پیوسته و ناپیوسته) در فضایی آکادمیک و مجهز به فعالیت در امور آموزشی و پژوهشی مشغول است.

برخورداری از کتابخانه تخصصی رشته‌های دایر، علاوه بر استفاده دانشجویان از امکانات گسترده کتابخانه مرکزی دانشگاه، استفاده از کارگاه رایانه و انجمن‌های علمی- دانشجویی از مزیت‌های موجود در این دانشکده محسوب می‌شود.

### دانشکدهتربیت بدنیو علومورزشی
این دانشکده ازسال ۱۳۷۲ با استفاده از اساتید صاحب نام رشته تربیت بدنی اقدام به پذیرش دانشجو در مقطع کارشناسی ارشد تربیت بدنی و علوم ورزشی نموده و به عنوان با سابقه‌ترین دانشگاه آزاد در مقطع تحصیلات تکمیلی به تربیت نیروی متخصص پرداخته‌است و از سال ۱۳۸۶ به عنوان اولین دانشگاه آزاد اسلامی اقدام به تخصصی نمودن رشته کرده و از همان سال در مقطع ارشد در رشته‌های فیزیولوژی ورزشی و مدیریت و برنامه‌ریزی ورزشی دانشجو پذیرفت. از سال ۱۳۹۰ به عنوان اولین دانشگاه آزاد اسلامی در رشته روانشناسی ورزشی و از همان سال نیز در رشته‌های رفتار حرکتی و آسیب‌شناسی ورزشی در مقطع ارشد دانشجو پذیرفت و هم‌اکنون نیز در رشته‌های فیزیولوژی ورزشی، مدیریت ورزشی، روانشناسی ورزشی، رفتار حرکتی، حرکات اصلاحی وآسیب‌شناسی ورزشی در مقطع کارشناسی ارشد از طریق آزمون دانشجو می‌پذیرد. این دانشکده در مقطع کارشناسی از سال ۱۳۸۲و کارشناسی ناپیوسته از سال ۱۳۸۵ اقدام به پذیرش دانشجو نمود. دانشکده علوم ورزشی دانشگاه آزاد اسلامی واحد خوراسگان در حال حاضر در هر سه مقطع کارشناسی ناپیوسته، کارشناسی پیوسته و کارشناسی ارشد دارای ۱۲۰۰ نفر دانشجو و ۱۲ نفر عضو هیئت علمی بوده که ۴ نفر از اعضاء دانشیار و بقیه نیز استادیار می‌باشند همچنین از سال ۱۳۹۳ امکان‌پذیرش دانشجوی دکتری در رشته مدیریت ورزشی فراهم شد و از سال ۱۳۹۵ فیزیولوژی ورزشی و رفتار حرکتی دانشجو می‌پذیرد.

### دانشکدهدندانپزشکی
در سال ۱۳۶۸ درخواست تأسیس دانشکده دندانپزشکی دانشگاه آزاد اسلامی اصفهان (خوراسگان) توسط ریاست وقت دانشگاه جناب آقای دکتر فروغی به سازمان مرکزی و وزارت بهداشت، درمان و آموزش پزشکی تسلیم گردید و پس از موافقت اصولی، مجوز تأسیس موقت توسط معاونت آموزشی وزارت بهداشت، به این واحد دانشگاهی داده شد. این دانشکده از سال ۱۳۷۲ اقدام به پذیرش دانشجو کرد و اولین گروه دانشجویان آن در سال ۱۳۷۸ فارغ‌التحصیل گردیدند. از سال ۷۲ تلاش‌های فراوانی توسط ریاست واحد و دیگر مسئولین در جهت احداث آن انجام گردید. ساختمان این دانشکده رسماً در تاریخ ۲۹/۸/۱۳۷۷ توسط دکتر جاسبی، ریاست عالیه وقت دانشگاه آزاد اسلامی و هیئت همراه افتتاح گردید. در تاریخ ۲۵/۱۰/۱۳۸۱ دانشکده دندانپزشکی این واحد دانشگاهی مورد تصویب و تأیید نهایی وزارت بهداشت، درمان و آموزش پزشکی قرار گرفت.

زیربنای اولیه دانشکده حدود ۳۰۰۰ مترمربع و شامل بخش‌های جراحی، اندو، ترمیمی، کودکان، ارتودنسی، پریو، پروتز، بیماری‌های دهان (تشخیص)، رادیولوژی، دندانپزشکی جامع نگر و درمان جامع و نیز بخش‌های لابراتواری و پره‌کلینیک و کتابخانه می‌باشد که به منظور افزایش کیفیت آموزش در سال ۱۳۸۴ ساختمان جدیدی با مساحت قریب به ۱۰۰۰ مترمربع به دانشکده اضافه گردید. در طرح توسعه دانشکده در سال ۱۳۹۰ بخشی از ساختمان مجاور دانشکده به این مجموعه الحاق شد که مشتمل بر بخش‌های تخصصی رادیولوژی، بیماری‌های دهان، آسیب‌شناسی، دندانپزشکی جامعه نگر و نیز مرکز دندانپزشکی می‌باشد.
با موافقت وزارت بهداشت و درمان آموزش پزشکی در سال ۱۳۸۷ دو رشته تخصصی پریودانتیکس و اندودانتیکس در سال۱۳۸۸ سه رشته تخصصی ارتودانتیکس، دندانپزشکی کودکان و دندانپزشکی ترمیمی، در سال ۱۳۸۹ رشته رادیولوژی دندان و فک و صورت، در سال ۱۳۹۰ دور رشته تخصصی آسیب‌شناسی دهان و فک و صورت (پاتولوژی) و بیماری‌های دهان و فک و صورت (تشخیص) و در سال ۱۳۹۱ رشته جراحی دهان و فک و صورت و رشته پروتزهای دندانی در سال ۱۳۹۴ مورد تصویب قرار گرفت. در حال حاضر این دانشکده با تعداد ۶۲ نفر عضو هیئت علمی تمام وقت و ۴ نفر عضو هیئت علمی نیمه وقت، تعداد ۳۶۷ نفر دانشجو و تعداد ۸۱ نفر دستیار را تحت پوشش علمی قرار می‌دهد؛ که به این ترتیب سالانه حدوداً ۷۰ نفر دانشجو در دوره دکترای حرفه‌ای و ۳۰ نفر دستیار تخصصی به این دانشکده وارد شده و به تحصیل می‌پردازند.

همچنین این دانشکده همه ساله با درخواست دبیرخانه شورای تخصصی دندانپزشکی وزارت بهداشت اقدام به پذیرش دانشجویان انتقالی از خارج از کشور یا پذیرش دانشجویان تکمیلی از بین فارغ التحصیلان خارج از کشور به ظرفیت حدود ۲۰ نفر می‌نماید.

### دانشکدهعلوم پایه
رشته‌های زمین‌شناسی، ریاضی کاربردی، علوم تجربی در مقطع کارشناسی و رشته‌های زمین‌شناسی در گرایش‌های پترولوژی و رسوب‌شناسی و ریاضی کاربردی در مقطع کارشناسی ارشد مجموعاً این دانشکده را شامل می‌شود. ۶۳۷ نفر دانشجو با ۲۴ نفر عضو هیئت علمی تمام وقت در حال حاضر مشغول فعالیت‌های آموزشی و پژوهشی می‌باشند. چاپ ده‌ها مقاله ISI توسط اعضای هیئت علمی این دانشکده نشان از توان علمی دانشکده علوم پایه دارد.

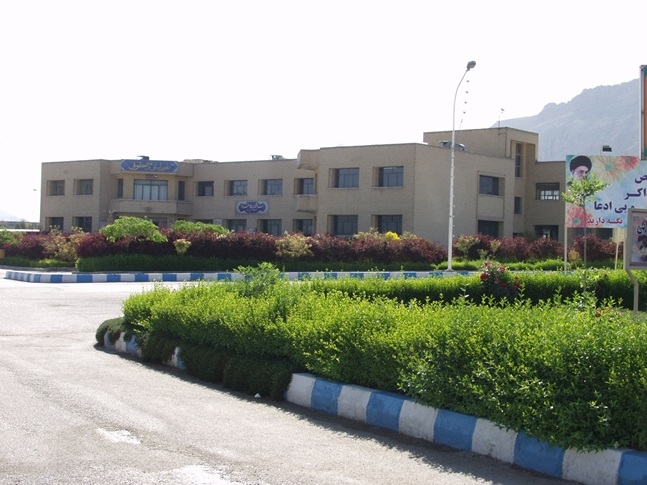
نمایی از دانشکده علوم پایه
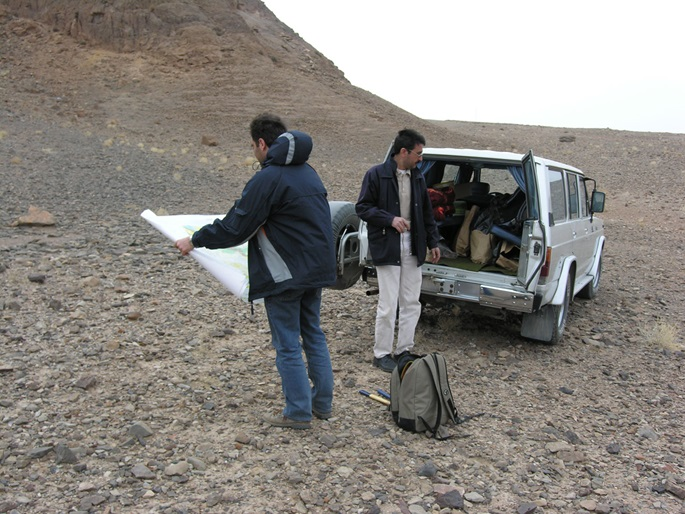
تحقیقات زمین‌شناسی دانشکده

### دانشکدهمعماریوشهرسازی
این دانشکده در سال تحصیلی ۱۳۶۸ هم‌زمان با زمان تأسیس دانشگاه شروع به فعالیت نموده‌است. از زمان تأسیس، فعالیت این دانشکده با پذیرش دانشجوی کارشناسی ارشد پیوسته مهندسی معماری وکاردانی معماری آغاز شد، در سال ۱۳۷۹ پذیرش این دوره در مقطع کارشناسی پیوسته، در سال ۱۳۸۴ کارشناسی ناپیوسته در سال ۱۳۹۲ در رشته مهندسی شهرسازی درمقطع کارشناسی پیوسته ودرسال ۹۳ در مقطع دکتری معماری و شهرسازی اقدام به پذیرش و تربیت نیروی انسانی متخصص مورد نیاز کشور کرد. در حال حاضر، با داشتن سی سال سابقه با تعداد بیش از ۲۵۰۰دانشجوی شاغل به تحصیل و ۵۰۰۰ نفر فارغ‌التحصیل می‌باشد.

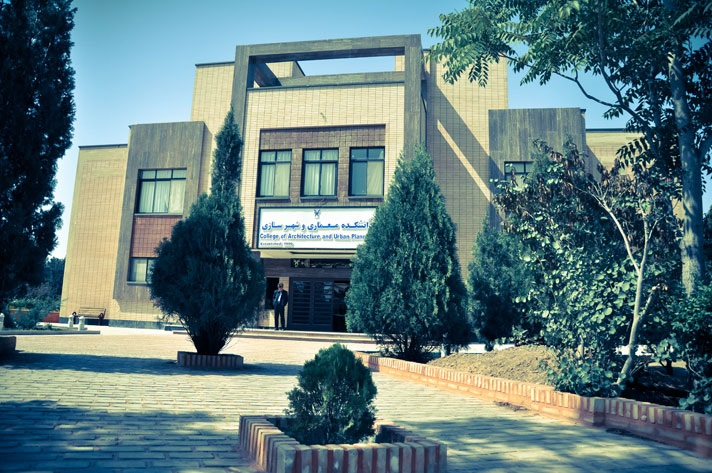
ورودی دانشکده معماری و شهرسازی
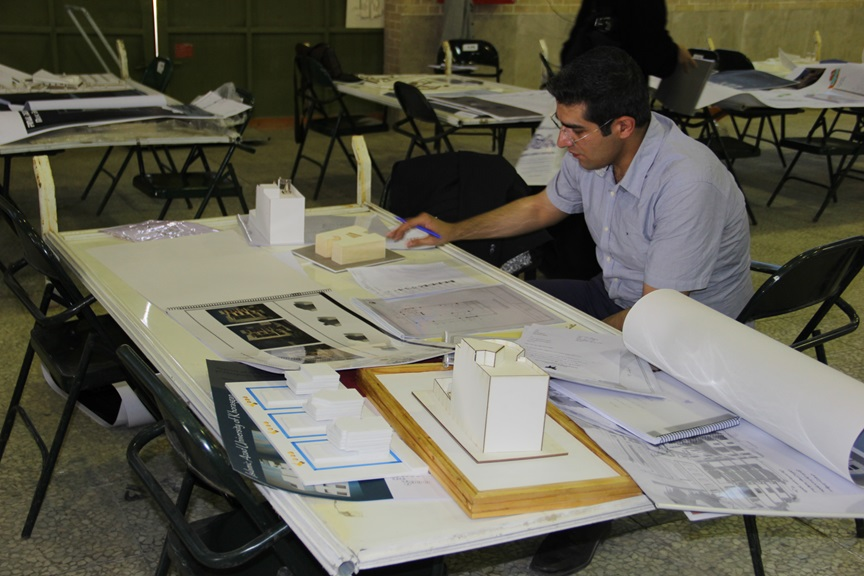
فعالیت دانشجویان این دانشکده
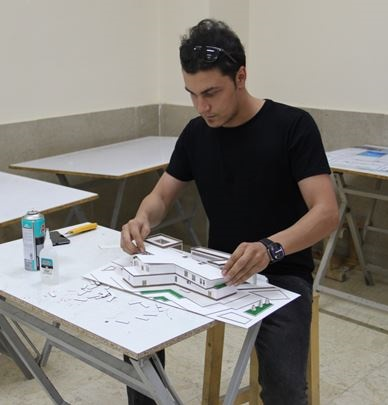
فعالیت دانشجویان این دانشکده از نمایی دیگر
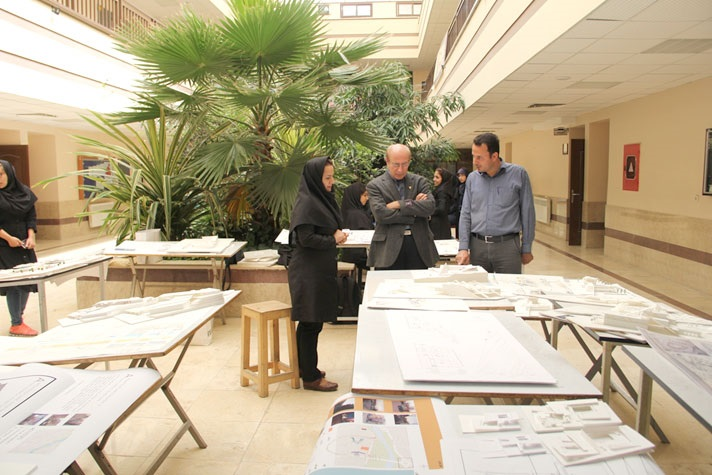
یکی از نمایشگاه‌های آثار دانشجویان در این دانشکده
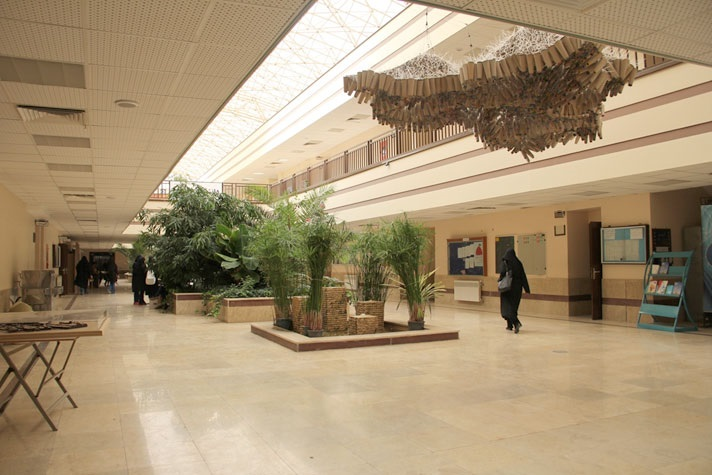
نمای داخلی دانشکده

### دانشکده زبان‌های خارجی
با توجه به اهداف فرهنگی انقلاب اسلامی ایران و سیاست‌های فرهنگی جمهوری اسلامی ایران در جهت دستیابی به خود کفایی در زمینه تربیت افراد متعهد و متخصص و نیاز روزافزون دانشگاه‌ها و موسسات آموزش عالی کشور به اعضای هیئت علمی، گروه‌های مترجمی زبان انگلیسی و ادبیات فرانسه در سال ۱۳۶۸ به منظور تربیت نیروی انسانی متخصص نخستین بار در مقطع کارشناسی و کارشناسی ارشد آموزش زبان انگلیسی و کارشناسی زبان فرانسه در دانشگاه آزاد اسلامی واحد خوراسگان فعالیت آموزشی خود را آغاز کرد.

سپس با افزایش برخی رشته‌ها دکترای آموزش زبان انگلیسی در سال ۱۳۷۲ و کارشناسی ارشد زبان فرانسه و کارشناسی ارشد مترجمی زبان و ارشد زبان‌شناسی در سال ۱۳۸۷ تاسسیس گردیدند. شایان ذکر است که ارشد زبان‌شناسی در این دانشگاه به زبان انگلیسی تدریس می‌گردد.

### دانشکدهفنی و مهندسی
درخواست تصویب دانشکده فنی و مهندسی دانشگاه آزاد اسلامی واحد اصفهان (خوراسگان) در تاریخ ۹۴/۰۹/۰۱ با ترکیب رشته‌های کامپیوتر، برق، عمران و معماری مورد موافقت سازمان مرکزی دانشگاه آزاد اسلامی قرار گرفت و به‌طور رسمی فعالیت خود را آغاز نمود و هم‌اکنون دارای ۶ رشته فعال در مقطع کارشناسی شامل مهندسی برق-الکترونیک، مهندسی شهرسازی، مهندسی عمران، مهندسی عمران-سازه، مهندسی کامپیوتر-نرم‌افزار، مهندسی معماری و ۳ رشته فعال در مقطع کارشناسی ناپیوسته شامل علمی کاربردی معماری، مهندسی تکنولوژی معماری، مهندسی تکنولوژی نرم‌افزار کامپیوتر و ۶ رشته فعال در مقطع کارشناسی ارشد شامل مهندسی برق-الکترونیک، مهندسی برق-قدرت، مهندسی عمران-راه و ترابری، مهندسی عمران-زلزله، مهندسی عمران-مهندسی و مدیریت ساخت، مهندسی کامپیوتر-نرم‌افزار و ۷ رشته فعال در مقطع دکتری تخصصی شامل شهرسازی، معماری، مهندسی برق-الکترونیک، مهندسی برق-قدرت، مهندسی عمران-خاک، مهندسی عمران-سازه، مهندسی کامپیوتر-سیستم‌های نرم‌افزاری می‌باشد.

این دانشکده در حال حاضر دارای ۵۳ عضو هیئت علمی و حدود ۵۲۵۳ دانشجو است که ۲۸۵۱ نفر دانشجوی کارشناسی، ۱۵۲۹ نفر دانشجوی کارشناسی ارشد و ۱۲۴ نفر دانشجوی دکتری هستند. همچنین معادل همین تعداد دانشجو از این دانشکده فارغ‌التحصیل شده‌اند.

تعداد کلاس‌ها ۲۴ عدد در دو طبقه و دارای یک سایت عمومی کامپیوتر، ۳ کارگاه تخصصی کامپیوتر و ۶ اتاق اداری است.

## سایر بخشهای دانشگاه

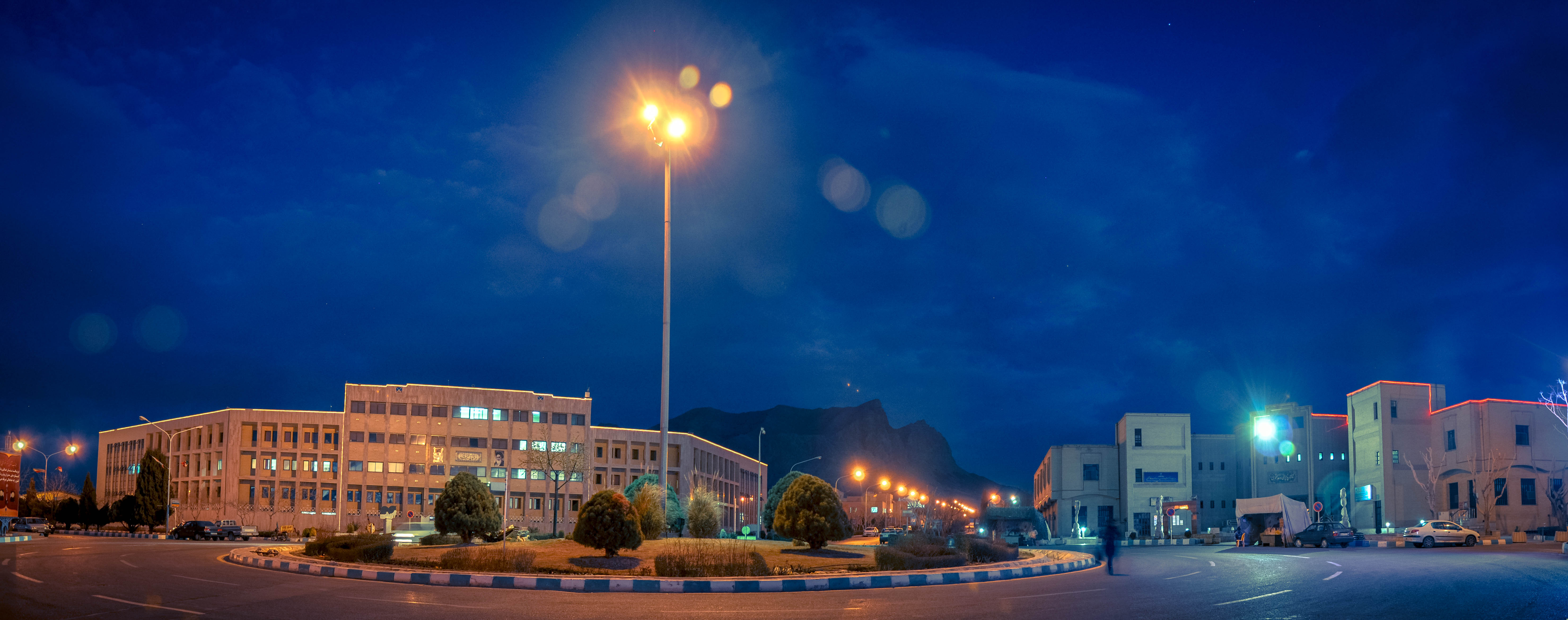
میدان مرکزی دانشگاه آزاد اسلامی واحد اصفهان (خوراسگان)

### مرکز مکاترونیک، رباتیک و هوش مصنوعی
این مرکز در سال ۱۳۸۳ در دانشگاه آزاد اسلامی اصفهان (خوراسگان) تاسیس گردید. در آذرماه سال ۱۳۹۶ موفق به کسب دو مقام قهرمانی در رقایت های ربات های انسان نما در مسابقات ربوکاپ آسیا-اقیانوسیه ۲۰۱۷ واقع در بانکوک، کشور تایلند گردید.

### انجمن‌های علمی دانشجویان
انجمن‌های علمی این دانشگاه با عضوگیری از میان دانشجویان به فعالیت‌هایی مانند برگزاری همایش‌های علمی ، انتشار نشریات علمی، برگزاری بازدیدهای علمی، برگزاری کارگاه‌های علمی- پژوهشی، برگزاری سخنرانی‌های علمی، اجرای طرح‌های پژوهشی، آماده‌سازی دانشجویان برای شرکت در مسابقات علمی و نیز برگزاری مسابقات علمی می‌پردازند. این انجمن‌ها متشکل از ۲۷ انجمن مصوب، زیر نظر دفتر انجمن‌های علمی، ادبی و هنری مشغول فعالیت هستند.
- انجمن دانشجویان تربیت بدنی
- انجمن دانشجویان محیط زیست
- انجمن دانشجویان عمران
- انجمن دانشجویان زبان انگلیسی
- انجمن دانشجویان معماری
- انجمن علمی روانشناسی
- مرکز تحقیقات مکاترونیک شاهد
- انجمن علمی شهرسازی
- انجمن علمی پرستاری

## عملکرد و افتخارات واحد اصفهان (خوراسگان)
- مقام دوم در رتبه‌بندی گوگل اسکولار در بین دانشگاه‌های آزاد ایران.[۶۲]
- دانشگاه برتر در حوزه پژوهش و فناوری در استان اصفهان.[۶۳]
- این واحد دانشگاهی جزء پنج دانشگاه برتر دانشگاه آزاد اسلامی می‌باشد.[۶۴][۶۵]
- انتخاب رئیس اسبق واحد دانشگاهی، احمد علی فروغی ابری به عنوان چهرهٔ ماندگار پایتخت فرهنگ و تمدن ایران اسلامی و تقدیر ریاست جمهوری از ایشان.[۶۶]
- دریافت نشان اولین دانشگاه خلاق کشور و تقدیر از رئیس اسبق واحد خوراسگان، احمد علی فروغی ابری به عنوان مدیر خلاق در اولین جشنواره‌های سازمان‌های خلاق.
- چاپ بیش از ۲۵۰ عنوان کتاب توسط انتشارات دانشگاه و کسب حداقل ۷ عنوان برتری در جشنواره‌های کتاب.
- انتخاب انتشارات برتر دانشگاهی استان اصفهان توسط ارشاد اسلامی.
- انتخاب مرکز رشد به عنوان مرکز رشد برتر کشور
- چاپ بیش از ۲۵۰۰ مقاله ISC , SCOPUS , ISI و علمی پژوهشی در سال‌های اخیر و رشد حدود ۲۰۰ درصدی در آن.
- ارائه بیش از ۳۰۰۰ مقاله در کنفرانس‌های معتبر بین‌المللی و ملی در طی سال‌های اخیر.
- حضور فعال و مؤثر تیم‌های دانشجویی در مسابقات مختلف و کسب رتبه از جمله مسابقات ربوکاپ در سطح ملی و بین‌المللی، مسابقات بتن و سازه‌های ماکارونی[۲]

## رؤسای دانشگاه
از ابتدای تأسیس این دانشگاه دکتر احمد علی فروغی ابری ریاست این دانشگاه را تا تاریخ ۲۹ خرداد ۱۳۹۵ بر عهده داشت، وی در این تاریخ استعفای خود را از این سمت اعلام نمود.
احمد علی فروغی ابری در تاریخ ۳۰ خرداد ۹۵ در گفت‌وگو با خبرگزاری تسنیم دلایل استعفای خودش را فشارهای خارجی عنوان کرد.

اما وی یک سال بعد ار گفت‌وگو با فارس ابعاد جدیدی از استعفایش را منتشر کرد و دلیل استعفای خودش را فشارهای حمید میرزاده بر وی و انتخاب سید محمد امیری به عنوان ریاست این دانشگاه را وجود ارتباطات خوب میان حمید میرزاده و سید محمد امیری دانست.
پس از اعتراضات دانشجویی نسبت به اقدامات سید محمد امیری محمدآبادی سرانجام درخواست بازنشستگی وی از سوی سازمان مرکزی دانشگاه آزاد اسلامی مورد قبول قرار گرفت و طی حکمی از جانب دکتر فرهاد رهبر، احمد آذین به عنوان سرپرست این دانشگاه معرفی شد. در تاریخ ۱۷ مرداد ماه سال ۱۳۹۸ طی حکمی از طرف دکتر محمدمهدی طهرانچی رئیس دانشگاه آزاد اسلامی، آقای دکتر حمیدرضا جوانمرد سرپرستی دانشگاه واحد خوراسگان و دانشگاه‌های آزاد استان اصفهان را به عهده گرفت. در تاریخ ۲۳ شهریور ۱۳۹۸ محمدمهدی طهرانچی رئیس دانشگاه آزاد اسلامی با صدور حکمی، پیام نجفی را به سمت سرپرست دانشگاه آزاد اسلامی استان اصفهان و واحد اصفهان (خوراسگان) منصوب کرد.

## اعتراضات دانشجویی

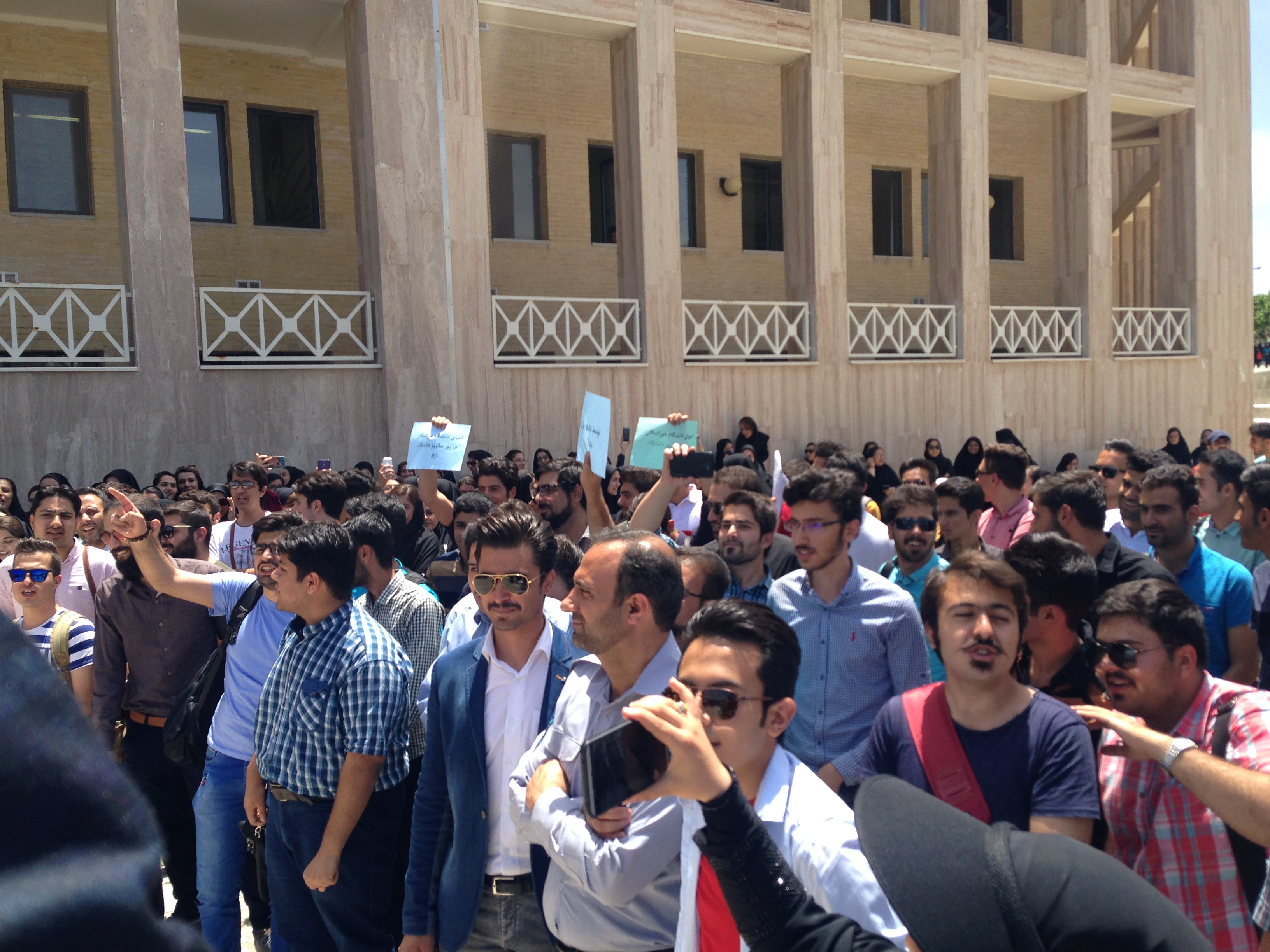
تجمع صنفی دانشجویان دانشگاه آزاد اسلامی واحد اصفهان (خوراسگان)

سید محمد امیری در زمان انتصاب به عنوان سرپرست واحد اصفهان با شعار «رفع مسائل و مشکلات مالی» این دانشگاه کار خود را آغاز کرد. وی در ابتدایی‌ترین حرکتش در آبان سال ۱۳۹۵ اقدام به پولی کردن پارکینگ رایگان دانشگاه نمود و این امر در کنار این که زمزمه‌هایی مبنی بر کاهش بودجه پژوهشی و فرهنگی و… وجود داشت به تجمع دانشجویان این واحد رو به روی ساختمان اداری این دانشگاه (اندیشه) منجر شد.

 در تاریخ دوم خردادماه ۱۳۹۶، سالگرد تأسیس دانشگاه آزاد اسلامی تجمع دانشجویی رو به روی ساختمان اداری این دانشگاه انجام گرفت و خواستار استعفای سید محمد امیری شدند.